# 歐陽應慈
歐陽應慈（1969年8月29日—），花名細九仔，是香港一名已退役足球運動員，司職右後衛或中場。曾先後效力過南華、快譯通、晨曦等香港甲組足球聯賽球隊。

## 球員生涯
歐陽應慈出身於銀禧體育中心，其後加盟南華預備組。1989年首次於香港甲組足球聯賽上陣。
1995年夏天，轉投商業大軍快譯通，1999年再轉會加盟新加入甲組的晨曦。

## 國際賽生涯
歐陽應慈曾入選香港青年軍，1989年1月，香港足球總會成立由23歲以下球員組成的香港奧運足球代表隊，歐陽應慈是首批入選球員，並有份參加巴塞隆拿奧運足球預賽。

## 外部連結
- 香港足球總會網站球員註冊資料 （页面存档备份，存于）